# ژیرایر هونانیان
ژیرایر هونانیان (ارمنی: Ժիրայր Ստեփանի Հովնանյան انگلیسی: Jirair Hovnanian; زاده ۹ ژوئن ۱۹۲۷ – درگذشته ۱۴ اوت ۲۰۰۷) خانه‌ساز ارمنی‌تبار اهل ایالات متحده آمریکا که در نیوجرسی مستقر بود و ۶۰۰۰ خانه در نیوجرسی جنوبی بنا نمود.
وی در کرکوک عراق به دنیا آمد. والدین وی در سال ۱۹۱۵ در جریان نسل‌کشی ارمنی‌ها از عثمانی به عراق گریخته بودند. پدر وی از اهالی ناحیه مالاتیا سباستیا و مادرش از اهالی ملطیه بودند. وی در دانشگاه استنفورد و دانشگاه پنسیلوانیا تحصیل نمود. ژیرایر و سه برادرش شرکت ساختمانی «Hovnanian Brothers Corp» را در سال ۱۹۵۹ تأسیس نمودند.